# Victor Berglind
Victor Berglind, född 2 oktober 1992 i Karlstad, Värmland, är en svensk ishockeyspelare som spelar för BIK Karlskoga i Hockeyallsvenskan.
Berglinds moderklubb är Arvika HC. Han debuterade tidigt som senior i klubbens A-lag i division 2. 2008 representerade han Värmland i TV-pucken. Efter säsongen 2007/2008 valde han att gå över till Brynäs IF för spel och studier på hockeygymnasiet. Säsongen 2009/2010 spelade han 11 SHL-matcher. Säsongen 2012/2013 spelade han totalt 37 matcher i SHL. Han var under sin tid i Brynäs utlånad till både Djurgårdens IF och IF Sundsvall Hockey. Inför säsongen 2013/2014 värvades han till Rögle BK i Hockeyallsvenskan.
Inför säsongen 2015/2016 skrev han på ett kontrakt med BIK Karlskoga.